# Bom Progresso
Bom Progresso es un municipio brasileño del estado de Río Grande del Sur.
Se encuentra ubicado a una latitud de 27º32'37" Sur y una longitud de 53º51'57" Oeste, estando a una altitud de 480 metros sobre el nivel del mar. Su población estimada para el año 2004 era de 2.837 habitantes.
Ocupa una superficie de 828,8 km².
- Datos: Q570340
- Multimedia: Bom Progresso / Q570340